# 墻報

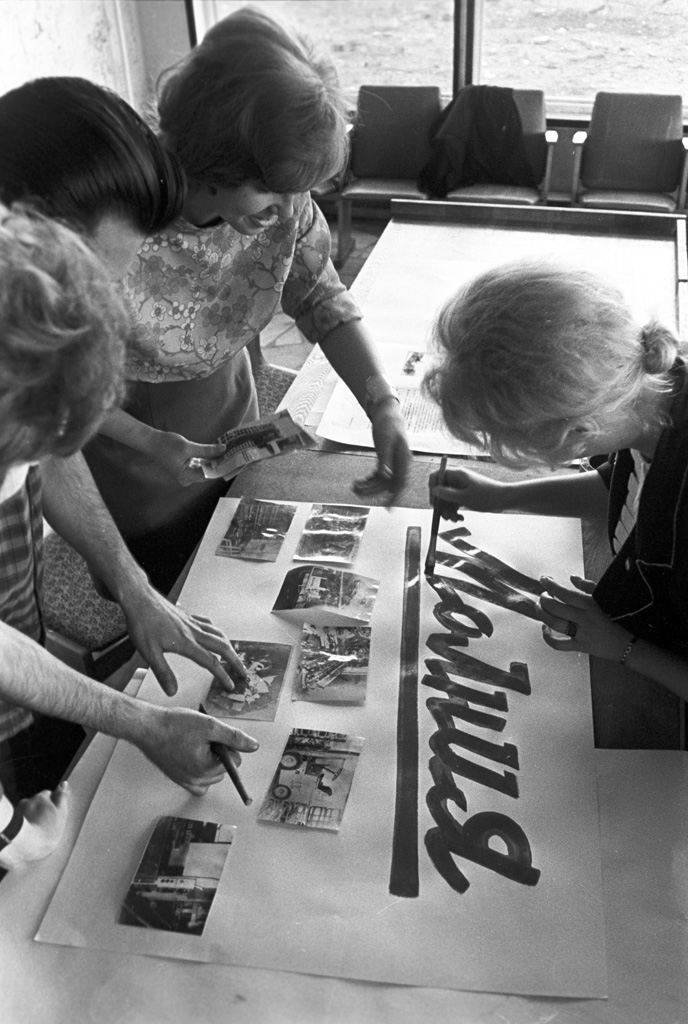
製作中的墻報

墙报一种貼在室内和室外的墙壁、木板和栅栏上的報紙，目的是展示內容以及讓人閱讀。這些報紙有些是手寫的，有些是印刷好的。在缺乏紙張和印刷設備的年代，墻報是一種常見的宣傳工具。